# Coppa Italia 1997/1998
Pohárový ročník Coppa Italia 1997/98 byl 51 ročník italského poháru. Soutěž začala 16. srpna 1997 a skončila 29. dubna 1998. Zúčastnilo se jí celkem 48 klubů.
Obhájce z minulého ročníku byl klub Vicenza Calcio.

## Vítěz
| Coppa Italia 1997/98 SS Lazio (2. titul) |